# イグナツィ・ヴィッソゴタ・ザクジェフスキ
イグナツィ・ヴィッソゴタ・ザクジェフスキ (ポーランド語: Ignacy Wyssogota Zakrzewski 1745年– 1802年) は、ポーランドの貴族（シュラフタ）、政治家、美術収集家、フリーメイソン、ポーランド・リトアニア共和国時代最後のワルシャワ市長 (在任: 1792年 - 1794年)。

## 略歴
ヴィエルコポルスカのスタルィ・ビャウチュで生まれる。彼はポズナン代表として四年セイムに出席し、5月3日憲法の起草者の一人となった。1791年、ザクジェフスキは「憲法の友の会」を結成し、フゴ・コウォンタイやイグナツィ・ポトツキと共に新憲法による改革推進派の中心人物となった。1792年にワルシャワ市長に就任したが、一時守旧派のタルゴヴィツァ連盟によりその座を追われた。1794年にコシチュシュコの蜂起とワルシャワ蜂起が勃発すると市長に復帰し、マゾフシェ公国仮評議会や最高国家評議会の議長を務めるなど、コシチュシュコ率いる政府の重要な役職をいくつも兼任した。しかしコシチュシュコがロシアに敗れ、第三次ポーランド分割が実施されてポーランド・リトアニア共和国が消滅すると、ザクジェフスキはロシア当局に逮捕されサンクトペテルブルクで投獄された。1796年に釈放されたのち、ポーランドに帰ってジェレフフの小さな領地で余生を過ごした。1802年2月15日、同地で死去した。
イグナツィ・ヴィッソゴタ・ザクジェフスキは、ヤン・マテイコが1891年に制作した絵画「1791年5月3日憲法」の中に登場している。